# Castillo de Aljezur
El Castillo de Aljezur, escrito originalmente como Algezur o Algesur, es un monumento militar en el pueblo de Aljezur, en el Distrito de Faro, Portugal. Según los restos encontrados, el sitio fue ocupado al menos desde la Edad de Bronce y la Edad de Hierro y luego fue utilizado durante los períodos romano e islámico y después de la Reconquista. Su función principal era controlar la Ribeira de Aljezur, por lo que fue abandonado en la transición entre los siglos XV y XVI, debido al encenagamiento de ese eje fluvial. Según la tradición, es uno de los castillos del Algarve representados en la bandera portuguesa. El Castillo de Aljezur fue clasificado como «Propiedad de Interés Público» en 1977.

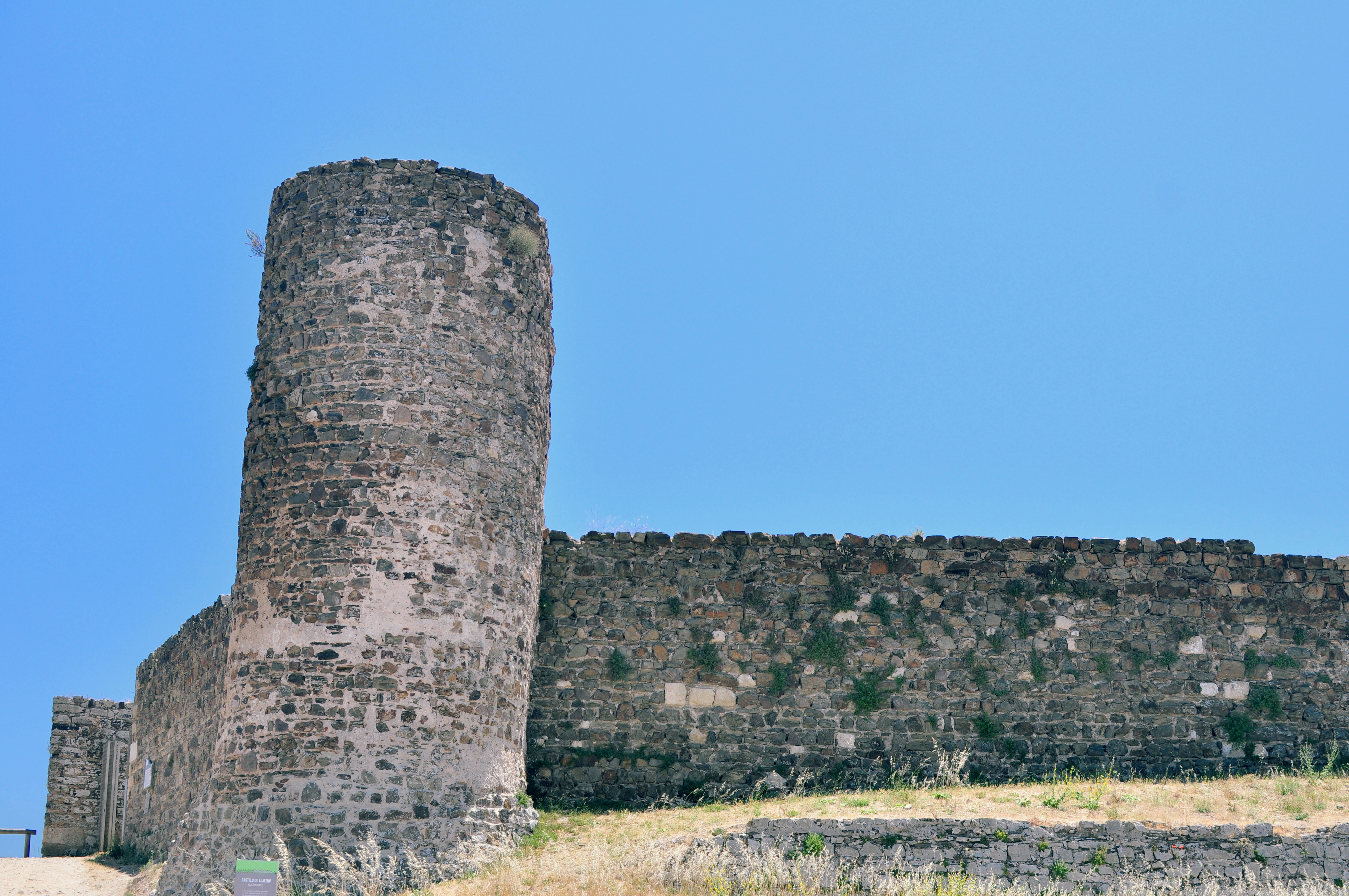
Torre norte del castillo, de forma circular.

## Descripción

### Ubicación y acceso
El Castillo está situado en la cima de una colina aislada de unos 88 m de altura, dominando la parte más antigua de Aljezur, que se encuentra al este. Sin embargo, este no es el punto más alto de Aljezur, con otra colina al sur, de 93 m de altura. El castillo se construyó en un lugar que permitía un buen control visual de la Ribeira de Aljezur y su llanura y parte de la franja costera. La Ribeira de Aljezur pasa por el «valle de D. Sancho» y luego desemboca en el océano, cerca de la Praia da Amoreira, habiendo sido un importante eje de comunicación entre la costa alentejana y el oeste del Algarve y el Barlavento Algarvio. Presentó buenas condiciones de navegación hasta el siglo XVI, se encontraron rastros de un puerto fluvial en el río, en el pueblo de Aljezur. El castillo está situado en un punto extremo del Algarve, aunque todavía presentaba una gran importancia de la punta de vista regional.
El acceso al edificio es a través de las calles del Cerro do Castelo y D. Pires Paio Correia.

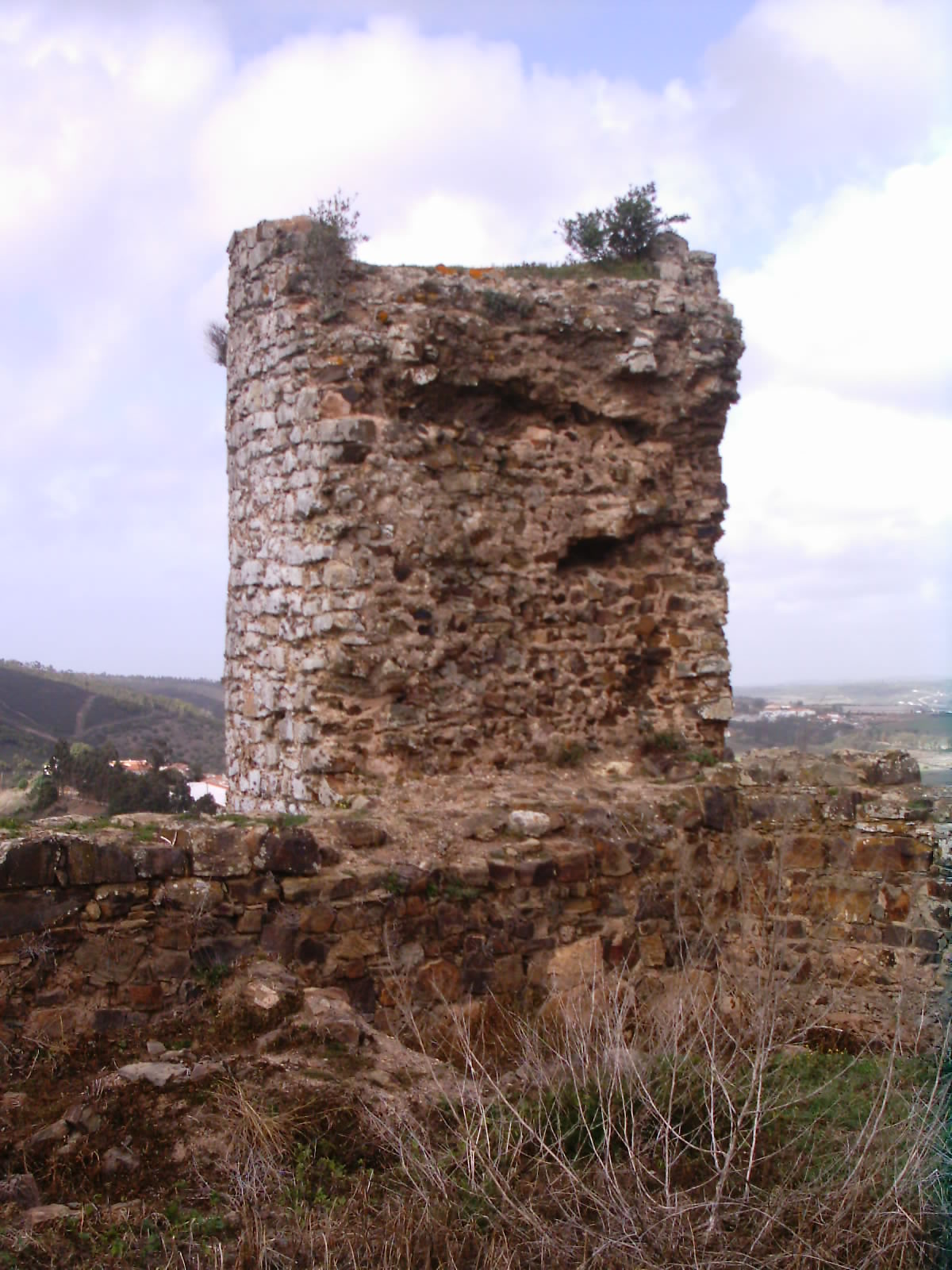
Torre sur, de planta cuadrangular.

### Composición y estado
La fortaleza tiene una planta poligonal de forma irregular, aproximadamente octogonal, que fue elegida para adaptarse mejor a la topografía del lugar donde se encuentra. Las murallas, de forma rectilínea, tienen un grosor de aproximadamente 1,5 m y una altura de 3 a 5 m, y están salpicadas por dos torres macizas, situadas en extremos opuestos del castillo, al norte y al sur. Originalmente, tanto los muros como las torres podían tener almenas, y el acceso a la cima de las torres se hacía a través de escaleras de madera. También se encontraron rastros de una barbacana en la ladera noroeste, que habría sido de menos de un metro de altura, y de afloramientos de muros en el lado oeste. La torre norte, de unos 5 m de diámetro y 9 m de altura desde el exterior, tenía una planta circular, y servía para vigilar la única entrada al castillo, en el lado noreste. La otra torre tenía una forma cuadrangular, con 4,98 por 4,40 m, y una altura y elevación similar a la torre circular. En el lado noroeste del castillo está la única abertura de los muros, que funciona como entrada. En esta zona se instaló una losa de piedra relacionada con las «Conmemoraciones de los Centenarios», y de la intervención que se hizo en el castillo en ese momento.
La plaza de armas incluye una cisterna (algibe) en la esquina noroeste, de forma aproximadamente cúbica con una bóveda, y con acceso a través de una puerta en arco, estando su interior completamente lleno.
También había varios compartimentos de plantas trapezoidales y rectangulares apoyados en las paredes, que podrían haber tenido una función desde el punto de vista militar, como cuarteles. 7] También se encontraron dos silos, excavados en la roca, que indican que el castillo también sería usado como almacén, quizás a nivel colectivo. El interior aún conserva algo de su naturaleza rocosa, teniendo en algunas partes una mayor elevación que los muros. El castillo habría sido construido para albergar una sola guarnición.
En cuanto a la propiedad, se encontraron pocos rastros de las ocupaciones más remotas en la colina del castillo, por ejemplo, se descubrieron rastros de la Edad de Bronce en una capa discontinua y delgada justo encima del sustrato rocoso. Por otra parte, las capas de la Edad de Hierro y de la época romana quedaron muy dañadas, especialmente durante el período de abandono antes de la ocupación islámica. Entre las piezas del período de la Edad de Bronce se encuentran recipientes de cerámica, como vasos y recipientes carenados, similares a los recogidos en el yacimiento arqueológico de Cerradinha, en Santiago do Cacém. En cuanto a la Edad de Hierro y el período romano, se descubrieron partes de ánforas y cerámica fina negra de los creyentes. Varias de estas piezas fueron producidas localmente o regionalmente, mientras que otras, como la cerámica fina y las ánforas de vino de los siglos II a I a. C., se han hecho en la Península Italiana o en otras partes del Mediterráneo, lo que indica que el antiguo asentamiento de Aljezur tenía vínculos con el exterior. También se han encontrado rastros del período islámico medieval, entre ellos dos monedas, piezas de metal y fragmentos de vasijas de cerámica, como jarras, azucareras, abrevaderos, tazas esmaltadas y vidriadas, ollas, jarros y tallas. Durante la dominación musulmana también se recogían restos de alimentos como peces, mamíferos domésticos o salvajes como los ciervos y muchas conchas de moluscos, tanto de la ría como del mar. Así, se constató que la alimentación durante ese período era muy variada y que las principales actividades económicas serían la pesca y la agricultura, seguidas de la caza y la recogida de mariscos. También se descubrieron escorias de fundición en el castillo, lo que indica la presencia de la metalurgia del hierro.

### Importancia y conservación
El Castillo de Aljezur está considerado como uno de los más impresionantes e importantes del Algarve. Fue clasificado en 1977 como «Bien de Interés Público», mientras que la «Zona de Protección Especial» fue definida por la Ordenanza n.º 220/2010, publicada en el Boletín Oficial n.º 55, Serie II, de 19 de marzo de 2010.

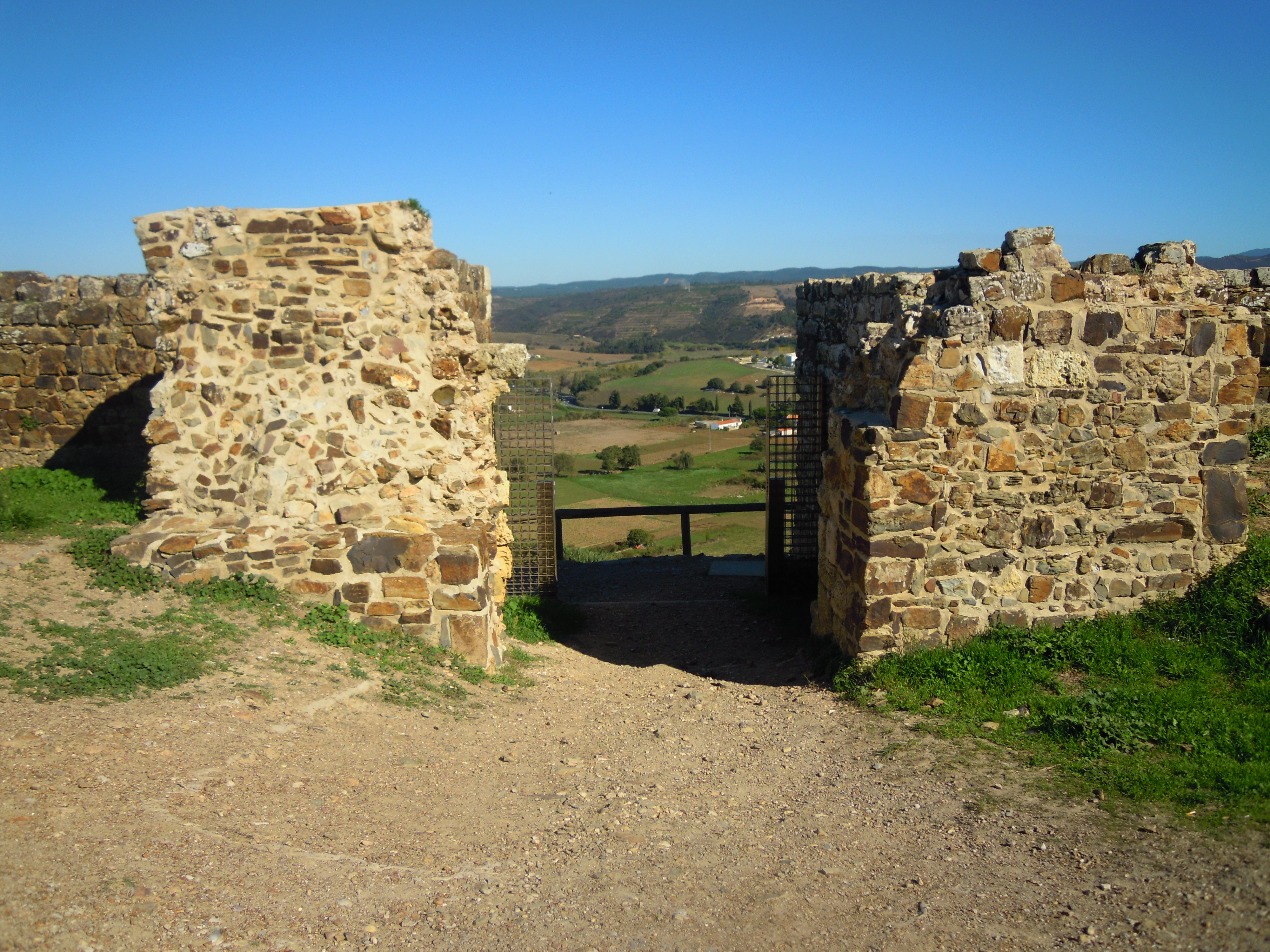
Puerta de entrada, en 2013.

## Historia

### Antecedentes
Las excavaciones arqueológicas en el sitio, dirigidas por Carlos Tavares da Silva, identificaron varias cronologías de ocupación, habiéndose encontrado rastros de la Edad de Bronce, con unos tres mil años, y de la segunda Edad de Hierro hasta el período republicano de Roma, entre los siglos IV y I a. C..
Durante el período romano, el lugar donde el castillo fue construido más tarde puede haber sido ocupado por un Castro de los pueblos lusitanos, mientras que los propios romanos habrán instalado allí un puesto de vigilancia. Esta función de puesto de vigilancia habrá sido asumida por los visigodos entre los siglos VII y VIII.

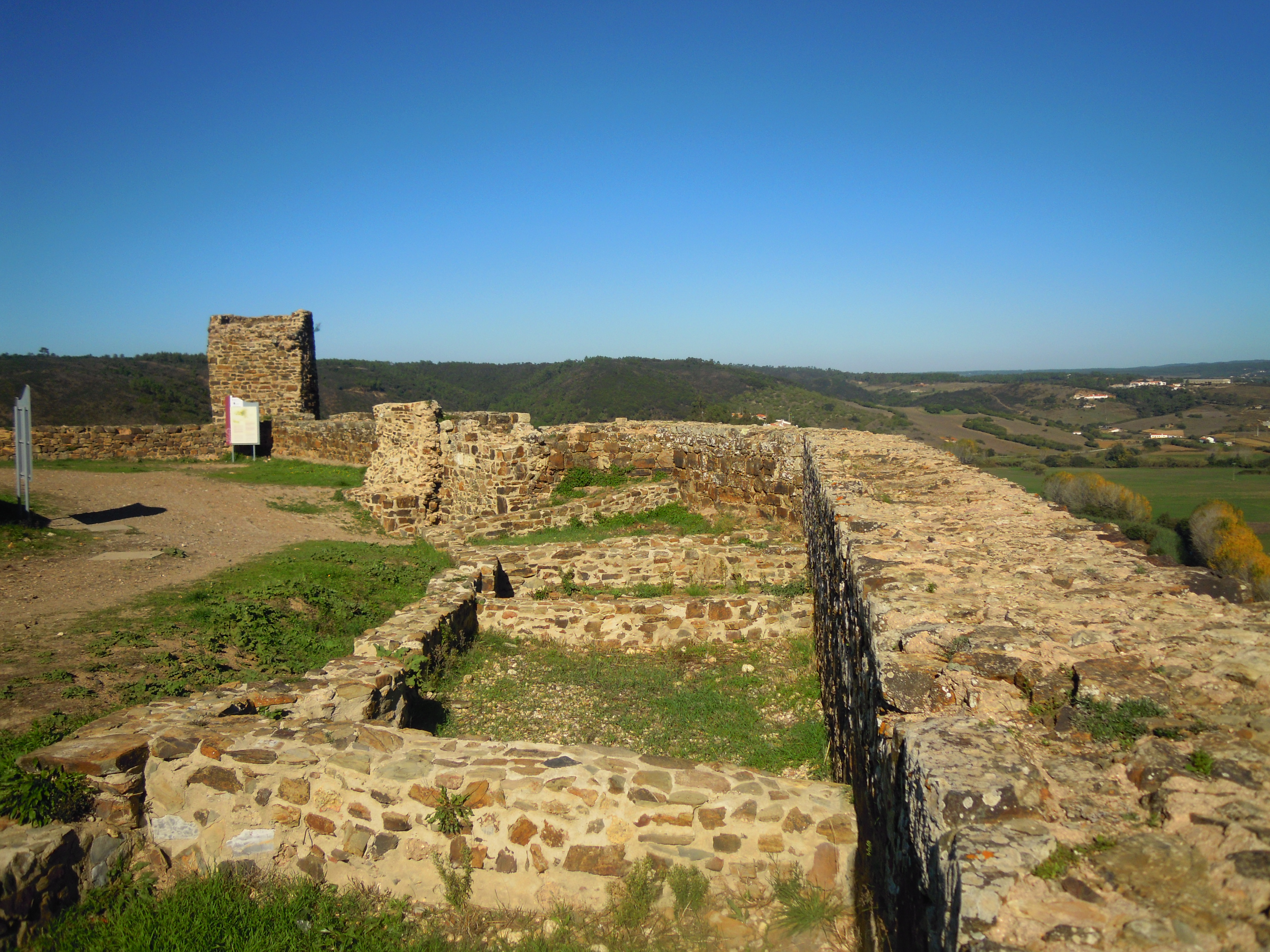
Ruinas de compartimentos dentro del castillo en 2013.

### Período medieval
Sin embargo, la fundación del castillo propiamente dicho no se produjo hasta el siglo X, durante el período medieval islámico, en el que también se creó el pueblo de Aljezur. De hecho, las estructuras fortificadas del castillo se identificaron como pertenecientes a este período, al igual que algunas construcciones dentro de él. Los rastros de la cronología musulmana se pueden separar en dos fases distintas, la primera corresponde a varias estructuras, probablemente de uso residencial, y de las cuales se dejaron las paredes, coronadas por taipa, y los pisos, algunos de ellos enlosados. Las murallas pertenecen a una segunda fase, habiendo sido erigidas probablemente durante el comienzo del segundo período del Califato Almohade, entre los siglos XII y XIII, período en el que también se excavaron los silos en el interior del castillo. Esta fortaleza formaría parte del complejo defensivo de la región bajo Silves, que en aquella época comprendía la región desde Aljezur y el sur de la costa alentejana hasta los modernos municipios de Lagoa y Albufeira. El propio asentamiento de Aljezur puede tener un origen islámico, atribuyéndose su fundación a principios del siglo X.
Según la tradición, la villa fue reconquistada por las fuerzas cristianas en 1242 o 1246, el 16 de junio, por un destacamento de la Orden de Santiago, bajo el mando de Pelayo Pérez Correa. De hecho, la villa de Alvor fue tomada en 1240, y Tavira en 1242, aunque la reconquista sólo terminó en 1249, con la liberación de Silves, Faro, Albufeira y Porches. En recompensa por su papel en la reconquista del Algarve, el rey Afonso III ofreció Aljezur y otras localidades a la Orden de Santiago. Después de la reconquista, el monarca ordenó que se hicieran trabajos en el castillo, que pueden haber incluido la construcción de compartimentos junto a las murallas. En esta época, el castillo puede haber tenido funciones principalmente desde el punto de vista militar.
El 16 de febrero de 1267 se firmó el Tratado de Badajoz, en el que el rey de León y Castilla, D. Afonso X, se comprometió a entregar al rey Afonso III de Portugal los castillos de la región del Algarve, incluido el de Aljezur. El 12 de noviembre de 1280, el rey D. Dinis expidió la carta de Aljezur en la ciudad de Estremoz. El 1 de diciembre de 1297, ese monarca cambió la ciudad de Almada y la finca de Alfeite, por los castillos de Monchique y Aljezur y las aldeas de Almodôvar y Ourique, que pasaron a formar parte de la Orden de Santiago. Esta decisión formaba parte del proceso de liberación de la Orden de Santiago de los maestros de Castilla, iniciado por D. Dinis.

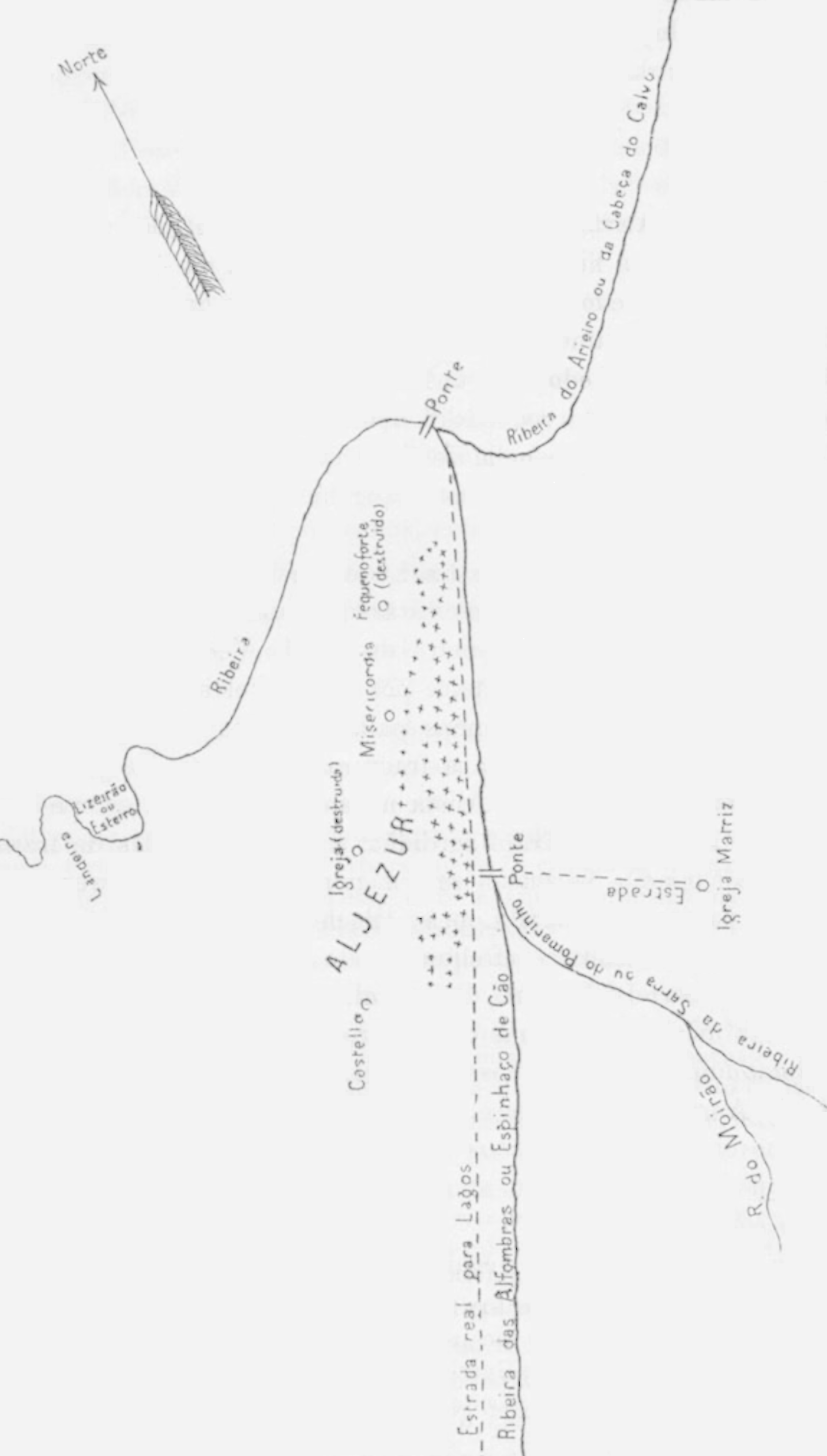
Mapa de la Villa de Aljezur, publicado en The Portuguese Archeologist en 1903. El centro de Aljezur está situado en una península formada por los arroyos de Aljezur (originalmente conocido como la Serra o Pomarinho), las Alfambras y el Areeiro, mientras que el castillo está al suroeste del centro.

## La leyenda de Mareares
La reconquista del castillo en el siglo XIII se relacionó con una leyenda local, que cuenta que una mujer morisca apoyó a los cristianos por amor.
Consciente de la posición privilegiada del castillo y de la estrecha vigilancia mantenida por los moros, D. Paio Peres Correia, envió algunos exploradores portugueses para sondear el terreno y las costumbres de la gente del pueblo, con el fin de trazar su plan de asalto. En el campo, lograron atraer a una morisca de rara belleza, María Aires, quien les informó de la práctica de una antigua costumbre de los habitantes de la región, de bañarse en la playa de Amoreira en la madrugada del 24 de junio.
En posesión de estos datos, D. Paio dispuso que sus hombres se escondieran la noche del 23 al 24 de ese mes en el valle junto al castillo, ahora conocido como el «valle de D. Sancho», seguramente en honor al entonces soberano, Sancho II de Portugal. Camuflados con vegetación, esperaban el movimiento de los moros hacia la playa al amanecer. Tan pronto como esto comenzó, los cristianos, aún bajo el amparo de la oscuridad, comenzaron el acercamiento final al asalto del pueblo y el castillo desguarnecidos. En ese momento, una niña, nieta de una anciana que se había quedado en el pueblo, al notar el inusual movimiento fuera de las puertas, corrió a advertir a su abuela que los arbustos se estaban moviendo. La anciana explicó a su nieta los efectos de la brisa en la vegetación cuando por sorpresa los cristianos atravesaron las puertas, dominando a la dama que aún trataba de dar la alarma, haciendo sonar una campana en la torre de la cisterna. Ya dueños de la tierra, los portugueses dieron la alarma, atrayendo a los defensores a una trampa mortal dentro del recinto.
Con el pueblo conquistado para las armas de Portugal, D. Paio, se dice que tocado por los encantos de la bella Maria Aires, le perdonó la vida y el honor, haciéndole construir una casa en un lugar cercano al pueblo que aún hoy, en su memoria, se llama Mareares.[cita requerida]

### Edad Moderna
El castillo fue abandonado en el período comprendido entre finales del siglo XV y principios del siglo XVI, ya que perdió importancia como puesto defensivo debido al encenagamiento de la Ribeira de Aljezur, que redujo su navegabilidad. Otro motivo que contribuyó al abandono del castillo fue la reducción de la importancia estratégica de la ciudad de Aljezur, y la necesidad de defender puntos más importantes de la región del Algarve. En efecto, los fragmentos de cerámica que se descubrieron en la parte superior del relleno de las estructuras, utilizadas como vertedero, son típicos del período de transición del siglo XV al XVI.
En el siglo XV, el castillo se encontraba ya en un avanzado estado de abandono, como se informó en una visita de la Orden de Santiago a la ciudad de Aljezur en 1448[4] o 1482.  Según este documento, el muro occidental estaba en ruinas, mientras que las puertas estaban dañadas y no tenían cerraduras.  Se prohibió la remoción de piedra o trabajos en piedra para su uso en otros edificios, y se dejaron normas para reconstruir las partes de los muros que ya habían sido arruinadas y para limpiar la cisterna, que estaba siendo usada como vertedero de escombros.  Sin embargo, las obras de recuperación del castillo no avanzaron, aunque fueron reforzadas por el rey D. Manuel, como parte de su programa de ordenación territorial. Ese monarca emitió una nueva carta para Aljezur el 20 de agosto de 1504, y la ciudad ganó un estatus honorable. A pesar de ello, desde entonces el castillo fue abandonado, entrando en un profundo proceso de degradación, del que fueron testigos los autores entre los siglos XVI y XIX.  A pesar del estado de abandono de la fortaleza, seguía teniendo alcaides-mores, función que desempeñaron los Condes de Vila Verde, y más tarde los Marqueses de Angeja.